# Edward Stratemeyer
Edward Stratemeyer (Elizabeth, Nueva Jersey, 4 de octubre de 1862-Newark, Nueva Jersey, 10 de mayo de 1930) fue un editor y escritor estadounidense de libros para niños. Escribió más de 1300 libros, y vendió más de 500 millones de copias. Además, también creó las bien conocidas series de libros de ficción para jóvenes The Rover Boys (a partir de 1899), The Bobbsey Twins (a partir de 1904), Tom Swift (a partir de 1910), The Hardy Boys (a partir de 1927) y Nancy Drew (a partir de 1930), entre otras.

## Carrera

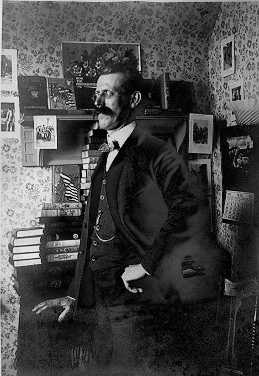
Edward Stratemeyer en 1903, imagen procedente de los archivos de Stratemeyer Syndicate

En 1893, Stratemeyer fue contratado por el popular escritor de «novelas de diez centavos» Gilbert Patten, para escribir en la publicación de Street & Smith, Good News. Stratemeyer fue pionero en la técnica de producción de larga duración de series coherentes de libros, usando un equipo de escritores independientes para escribir libros estandarizados, que fueron publicados bajo un seudónimo propiedad de su empresa. A través del Sindicato Stratemeyer, fundado en 1906, empleó una enorme cantidad de editores, publicistas, taquígrafos, coautores y secretarios, con la ayuda de todos ellos contribuyó en gran medida al nuevo género de ficción juvenil.